# Сан Поло д'Енца
Сан Поло д'Енца (итал. San Polo d'Enza) је насеље у Италији у округу Ређо Емилија, региону Емилија-Ромања.
Према процени из 2011. у насељу је живело 4158 становника. Насеље се налази на надморској висини од 175 м.

## Становништво
Према резултатима пописа становништва 2011. у општини је живело 5.949 становника.
| 1931. | 1936. | 1951. | 1961. | 1971. | 1981. | 1991. | 2001. | 2011. |
| ----- | ----- | ----- | ----- | ----- | ----- | ----- | ----- | ----- |
| 4.379 | 4.356 | 4.428 | 4.168 | 4.238 | 4.606 | 4.751 | 5.221 | 5.949 |